# Тирнау
Тирнау (нім. Thyrnau) — громада в Німеччині, знаходиться в землі Баварія. Підпорядковується адміністративному округу Нижня Баварія. Входить до складу району Пассау.
Площа — 33,68 км2. Населення становить 4212 ос. (станом на 31 грудня 2020).